# Horror natalizio
L'horror natalizio è un genere di letteratura e opere audiovisive che incorpora elementi horror nell'atmosfera natalizia.

## Origini e storia
Il genere si inserisce in una tradizione del Regno Unito che risale alle celebrazioni preistoriche del solstizio d'inverno. Secondo l'Hollywood Reporter, associare la morte dell'inverno alla prossima rinascita della primavera è una tradizione antica, e cita Il racconto d'inverno di Shakespeare come un precursore del genere.
Canto di Natale di Charles Dickens costituisce un primo esempio di questo genere. Secondo il British Film Institute, l'opera "ha legato per sempre le festività natalizie al genere dell'horror natalizio". Dickens scrisse altre storie di fantasmi con ambientazioni natalizie, come Il segnalatore (1866).
M. R. James scrisse storie di fantasmi nei primi anni nel Novecento; per lui era tradizione leggerle ad alta voce ai suoi amici durante il periodo natalizio come forma di intrattenimento. Nel 1954 l'americana EC Comics pubblicò un'edizione di Vault of Horror intitolata ...and All Through the House, dove compariva un assassino vestito da Babbo Natale.
L'horror era già presente nei film a tema natalizio risalenti al primo Novecento:  tra i primi esempi figurano Noč' pered Roždestvom di Władysław Starewicz (1913), Il carretto fantasma di Victor Sjöström (1921) e L'assassinio di Papà Natale di Christian-Jaque (1941).
Negli anni 1970, la BBC trasmetteva un programma annuale chiamato A Ghost Story for Christmas basato sui racconti brevi di M. R. James. In seguito produsse Ghost Stories for Christmas di Christopher Lee, in cui Lee interpretò James leggendo ad alta voce le sue storie, e poi un reboot di Ghost Story for Christmas; entrambe le serie andarono in onda nei primi anni duemila.
Il genere cinematografico fiorì negli anni 1970, non senza sollevare controversie. I primi esempi dell'horror natalizio moderno nel cinema sono Chi giace nella culla della zia Ruth? (1971) e Death House (1972). Racconti dalla tomba (1972) fu adattato da ...and All Through the House ed è stato il primo film a presentare un assassino vestito da Babbo Natale. Un Natale rosso sangue (1974) è considerato un vero e proprio classico del genere, nonché un'ispirazione per Halloween (1978). Il genere svanì tra la fine degli anni settanta e l'inizio degli anni ottanta, ma fu ripreso da Gremlins e Silent Night, Deadly Night, entrambi del 1984, e poi dalla fine degli anni ottanta fino ad almeno la fine degli anni 2010.

## Convenzioni del genere
Solitamente il genere combina elementi horror con la tradizionale aspettativa di pace e gentilezza associata al Natale.  Il genere è definito da un'ambientazione nostalgica a tema natalizio, di norma con neve, decorazioni e musica iconiche, luci scintillanti e cori natalizi, tutti destinati a invocare un senso di pace prima di indurre un senso di terrore.
I romanzi e gli horror natalizi a volte sono basati su elementi horror provenienti da una varietà di tradizioni narrative natalizie, tra cui il Krampus e il Perchta dell'Europa centrale e il Gryla del folklore islandese, i quali puniscono i miscredenti, a volte in collaborazione con Babbo Natale, e i Kallikantzaroi dell'Europa sudorientale, che seminano il caos durante il periodo natalizio. Se in questo genere cinematografico l'assassino è spesso travestito da Babbo Natale, è raro che il vero e proprio Babbo Natale commetta violenza (ma in alcune opere accade).

## Diffusione
Il periodico Paste ha connesso la popolarità del genere alla giustapposizione di violenza e paura con un periodo festivo che è comunemente considerato come un momento in cui le persone si trattino con insolita gentilezza: "ambientare un bagno di sangue nell'atmosfera incontaminata e gelosamente custodita del Natale, d'altra parte, è sempre stata una scelta equivalente a un certo livello di offesa intenzionale, perché ci sono sempre state persone che prendono molto seriamente la difesa dell'immagine del Natale. Forse abbattere quell'istituzione (o almeno intaccarla) è semplicemente qualcosa di troppo invitante per resistervi."
The Hollywood Reporter ha ipotizzato che l'appeal del genere sia dovuto al fatto che "il Natale non è il periodo più felice dell'anno per tutti", e che questo genere fornisca "un mezzo per conquistare e controllare alcuni degli aspetti meno piacevoli che si insinuano nelle vacanze".
NPR ha evidenziato la scontatezza del genere: "Che le storie di Natale possano essere spaventose non è una novità... Dopotutto si parla di un omone che si intrufola in casa tua a mezzanotte dopo averti osservato per tutto l'anno. Non c'è da meravigliarsi che ci sia un intero genere di film horror a tema natalizio".
Matthew DuPée, autore di A Scary Little Christmas: A History of Yuletide Horror Films ha scritto che la popolarità del genere si deve agli appassionati di cinema "alla ricerca di un'alternativa esilarante ai dolci e malaticci film di Natale su Hallmark Channel".
Il genere si sta diffondendo in sempre più Paesi. Sint di Dick Maas (2010) fu oggetto di controversie tra i conservatori olandesi. In Canada esempi di questo genere cinematografico includono The Brain, Decoys e The Lodge. Unholy Night è una produzione islandese, e Rare Exports finlandese. Anche le industrie cinematografiche francese, spagnola, belga e di Bollywood hanno contribuito al genere. 

## Controversie
Silent Night, Deadly Night provocò proteste alla sua uscita nel 1984 perché nel materiale promozionale compariva Babbo Natale con lo slogan: "Lui lo sa se non hai fatto il bravo!". Sei versioni dello spot televisivo per il film sono state inviate all'amministrazione del codice pubblicitario della Motion Picture Association prima che fosse approvato. Il film è stato considerato insolito anche perché integra completamente il Natale, e in particolare Babbo Natale, nella trama. Michael Gingold scrisse per la rivista Fangoria che il film, "scena dopo scena, dimostra un odio per il Natale".
Secondo Going to pieces: The Rise and Fall of the Slasher Film, un documentario del 2006, il film "è stata la scintilla, e accese proteste in tutta la nazione". Il film è stato distribuito nella East Coast e nel Midwest nel novembre 1984 da TriStar Pictures, ma le proteste e la relativa copertura nazionale portarono alla rimozione del film dalla distribuzione una settimana dopo. Alcuni cinema, ad esempio a Buffalo e a Boston, continuarono comunque a proiettarlo. Il film alla fine fu pubblicato nuovamente dall'Aquarius Film Releasing insieme a materiali promozionali che esaltavano il passato travagliato del film, senza però includere immagini o riferimenti a Babbo Natale o al Natale.